# Christian Lopez
Christian Lopez (ʿAyn Temūshent, 15 marzo 1953) è un ex calciatore e allenatore di calcio francese, di ruolo difensore.

## Carriera
Ha militato nel Saint-Étienne, nel Tolosa, nel Montpellier e nel Montélimar, ritirandosi nel 1987.
Dal 1975 al 1982 ha disputato 39 gare con la Francia, segnando una rete.

## Palmarès

### Club

#### Competizioni nazionali
- Campionato francese: 5

Saint-Étienne: 1969-1970, 1973-1974, 1974-1975, 1975-1976, 1980-1981
- Coppa di Francia: 4

Saint-Étienne: 1969-1970, 1973-1974, 1974-1975, 1976-1977
- Supercoppa francese: 1

Saint-Étienne: 1969

#### Competizioni internazionali
- Coppa Piano Karl Rappan: 1

Saint-Étienne: 1972